# Branimir Cipetić
Branimir Cipetić (Prijedor, 24 de mayo de 1995) es un futbolista croata, nacionalizado bosnio, que juega en la demarcación de defensa para el Kisvárda F. C. de la Nemzeti Bajnokság I.

## Selección nacional
Hizo su debut con la Bosnia y Herzegovina el 4 de septiembre de 2020. Lo hizo en un partido de la Liga de Naciones de la UEFA contra Italia que finalizó con un resultado de empate a uno tras el gol de Edin Džeko para Bosnia, y de Stefano Sensi para Italia.

## Clubes
| Club                  | País                 | Año       | Partidos | Goles |
| --------------------- | -------------------- | --------- | -------- | ----- |
| C. D. Torrevieja      | España               | 2014-2016 | 35       | 5     |
| Elche Ilicitano C. F. | España               | 2016-2017 | 46       | 2     |
| C. D. Vitoria         | España               | 2017-2019 | 62       | 6     |
| N. K. Široki Brijeg   | Bosnia y Herzegovina | 2019-2021 | 33       | 1     |
| N. K. Lokomotiva      | Croacia              | 2021-2023 | 89       | 0     |
| Kisvárda F. C.        | Hungría              | 2023-     | 34       | 5     |